# Chape (construction)
Pour les articles homonymes, voir chape.

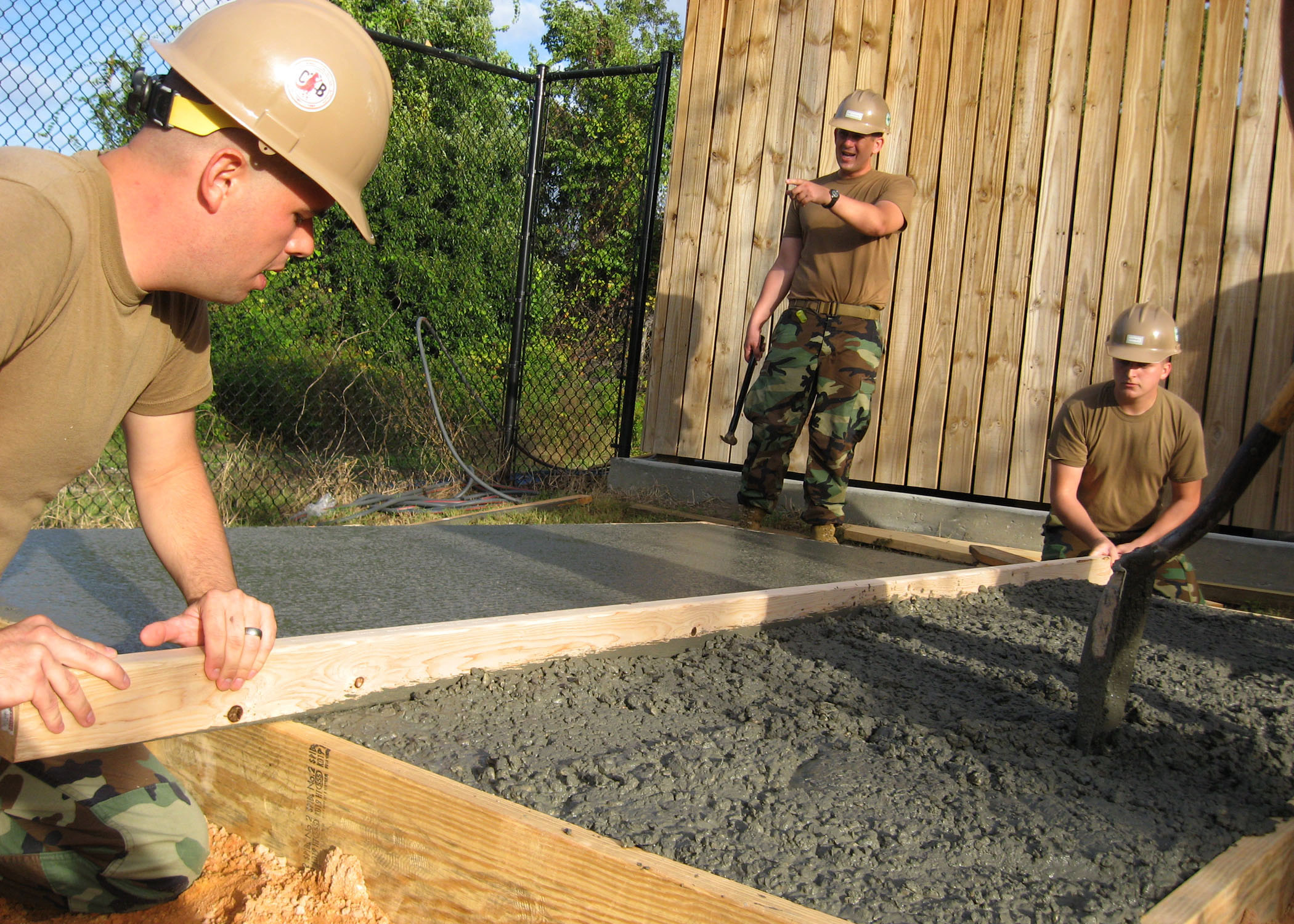
Image d'une chape en construction

En construction, une chape est une couche de stabilité à base de ciment, de sulfate de calcium (anhydrite), de résine ou de chaux appliquée au sol, destinée à aplanir, niveler ou surfacer un support ou enrober des éléments (un plancher chauffant par exemple) pour ensuite recevoir les couches supérieures, par exemple du carrelage, un sol souple ou un parquet, flottant ou collé.
Une « chape de compression » est une chape coulée au-dessus des hourdis pour en compléter la résistance mécanique. La chape de compression est armée.
L'ouvrier ou l'entreprise chargé de réaliser les chapes est un chapiste, ou chapeur (Suisse).

## Histoire
Autrefois on nommait la chape, « aire ». Le terme « chape » désignait une « aire », un enduit de mortier réalisé pour l'extrados des voûtes, ou pour le fond d'un bassin, d'une rivière, composé de chaux et de ciment ordinaire, ou mêlé avec du ciment d'eau forte, et quelquefois mélangé de gros sable ou de petits cailloux.
On distinguait :
- aire en plâtre : couche de plâtre que l'on pose sur les bardeaux ou le lattis dont on recouvre le haut des intervalles des solives d'un plancher et sur laquelle on établit le carrelage formant le sol du plancher. Les aires recouvertes sont ordinairement dressées grossièrement avec le tranchant de la truelle mais si les aires restent apparentes comme cela arrive souvent pour les greniers dont elles forment le sol par exemple, alors le maçon doit les dresser le mieux possible et au lieu d'en crépir la surface, il doit l'enduire[2] ;
- aire simple : aire que l'on fait avec un simple enduit de plâtre sur le hourdage d'un plancher[1] ;
- aire ordinaire : aire qu'on fait d'une couche de lattes jointives clouées ou non sur les solives ou d'une couche de bardeau recouvert d'un enduit de plâtre d'environ 2 pouces d'épaisseur pour recevoir le carreau ou des lambourdes pour du parquet[1] ;
- aire de moellons : petite fondation ou massif au rez-de-chaussée sur lequel on pose des lambourdes, du carreau de pierre de marbre ou des dalles ;
- aire de chaux et ciment : aire qu'on nommait « chape » (voir plus haut)[1] ;
- aire de recoupes : épaisseur d'environ 8 à 9 pouces de petits éclats de pierres pour affermir les allées des jardins[1].

Les « bardeaux » étaient de petites planches minces et étroites provenant des douves de tonneaux et qui se posaient jointives en travers de chaque solive pour recevoir le plâtre avec lequel on formait l'aire des planchers. Il s'en faisait aussi avec de vieux bois de charpente ou bois neuf, que l'on fend en tringles d'environ un pouce de grosseur.

## Types de chape
On distingue :
- chapes traditionnelles ;
- chape de ravoirage ;
- chapes adhérentes ;
- chapes armées ;
- chapes flottantes ;
- chapes légèrement armées (fibre) ;
- résine.

### Chape traditionnelle
Les chapes traditionnelles ou chapes de carreleur sont généralement constituées d'un mortier moyennement dosé en ciment et appliqué relativement sec.
Dans le contexte technique moderne, les « chapes minces » ou « chapes fluides » ou « chapes liquides » ou « chapes autolissantes » sont mises en œuvre par pompage. Leur épaisseur est en moyenne de 55 millimètres, le liant utilisé est l'anhydrite ou le ciment. Leur dosage en liant est très élevé et elles sont adjuvantées pour permettre leur mise en place, avec souvent des propriétés « autolissantes ».

### Chape de ravoirage
Les chapes de ravoirage ont la fonction de niveler un support, en enrobant ou non des canalisations techniques. Elles ne sont pas destinées à recevoir un revêtement de sol, mais un complexe de sol flottant. Elles sont constituées d'un mortier traditionnel, d'un mortier fluide, d'un mortier allégé, tous faiblement dosés en liant.

### Chape isolante
Sous ou au-dessus de la chape peut être insérée une isolation, sous forme de panneaux ou une mousse projetée (par exemple du polyuréthane projeté) afin d'assurer l'isolation thermique du sol (notamment en cas de plancher chauffant).

### Chape flottante
Une chape est dite flottante lorsqu'elle est posée au-dessus d'une couche d'interposition. Soit un film plastique (polyane), soit un isolant thermique ou acoustique.

### Finition
Une chape est différemment finie suivant qu'elle doit recevoir un carrelage ou un revêtement de sol textiles, en matières synthétiques, parquet ou stratifiés. Elle peut être lissée à la main à l'aide d'un platoir flamand. La chape peut aussi être lissée à l'hélicoptère à béton lorsqu'elle doit apparaître telle quelle, dans les halls industriels.

### Joints de fractionnement
Lorsqu'une chape couvre une trop grande superficie, des joints de fractionnement sont ménagés, consistant souvent en un trait de scie circulaire dans les grandes longueurs de la chape et à certains endroits délicats, autour des colonnes, lorsque les pièces ont un angles (forme de L), etc. Le joint de fractionnement permet de casser la tension intermédiaire de la chape lors de son tirage ou asséchement et ne laisse pas apparaître de vide contrairement au joint de dilatation. Un ciment bien hydraté va provoquer une rétractation lors de son cycle d'asséchement pouvant générer un effondrement partiel (ou ventre de planéité) ou des microfissures ou fissures. Cette opération de fractionnement libère les tensions et limite la propagation des fissures éventuelles. 